# مات تايلور (كاتب أغاني)
مات تايلور (بالإنجليزية: Matt Taylor) هو كاتب أغاني أسترالي، ولد في يوليو 1948 في بريزبان في أستراليا.

## وصلات خارجية
- مات تايلور على موقع ميوزك برينز (الإنجليزية)
- مات تايلور على موقع ديسكوغز (الإنجليزية)